# Pedalvagn

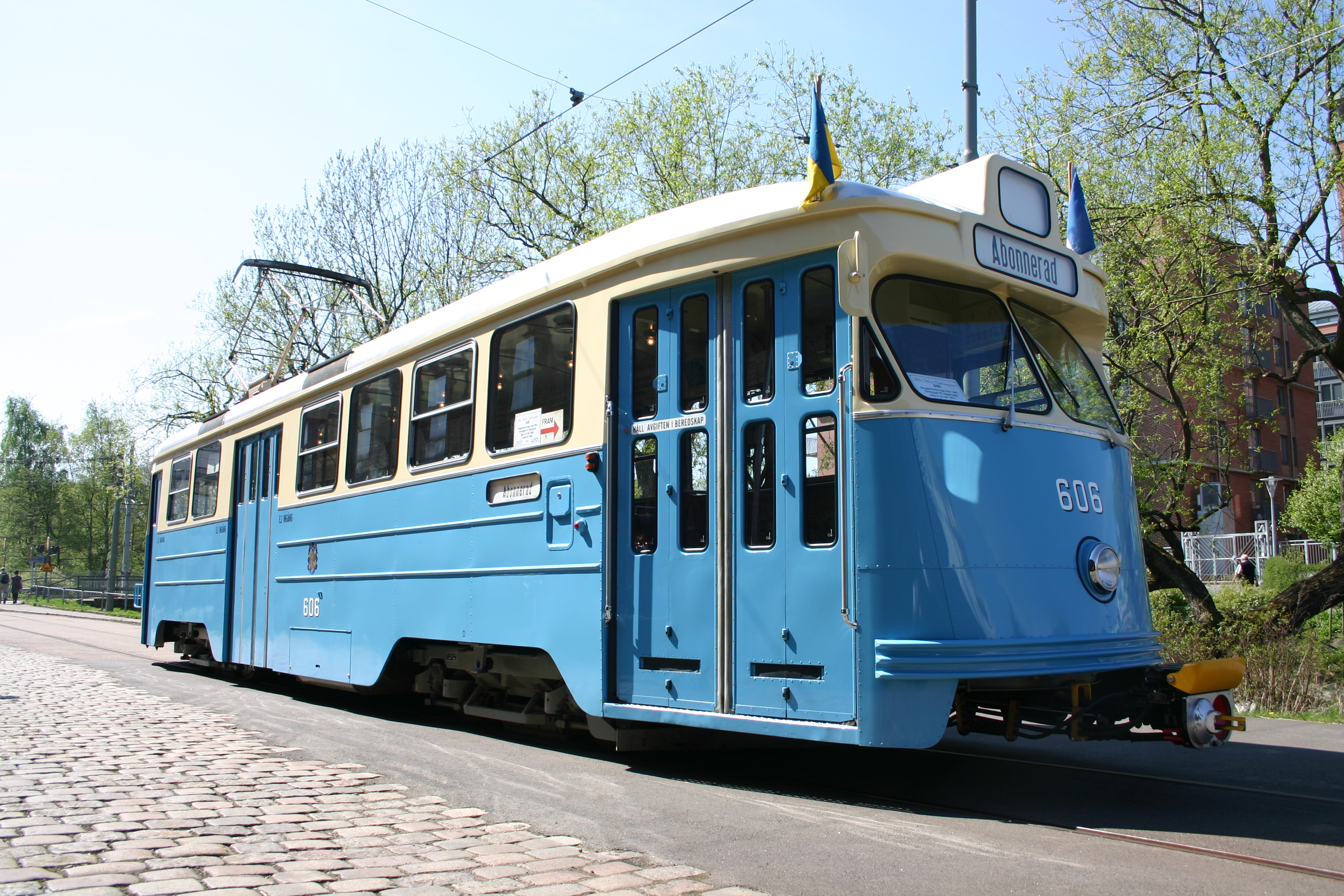
Hägglund & Söner-spårvagn M25, en typ av pedalvagn.

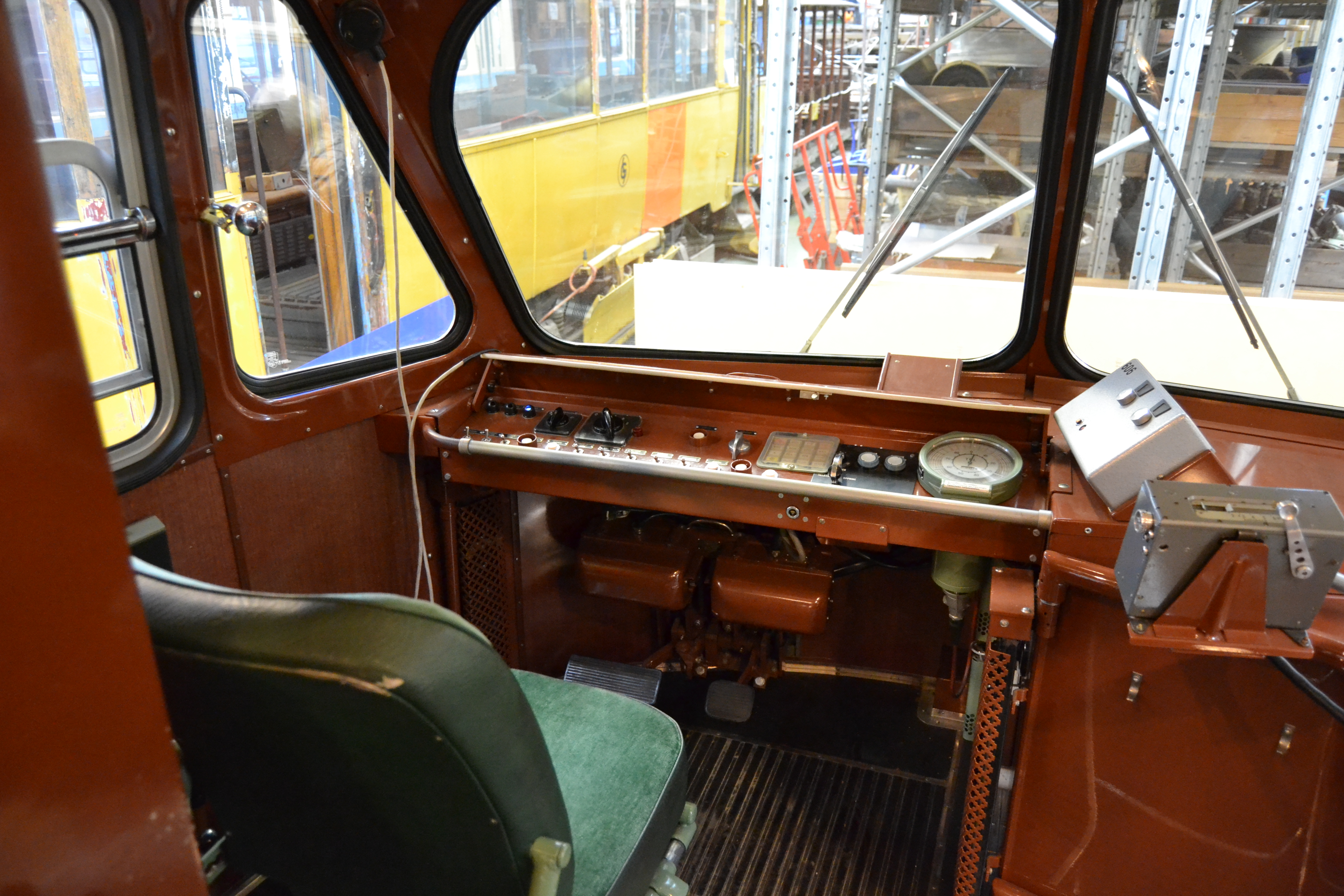
Förarplats med manöverpedalerna

Pedalvagn är ursprungligen ett smeknamn på tre spårvagnstyper hos Göteborgs spårväg. Dessa spårvagnar manövreras med pedaler. På förarplatsens golv ser det ut ungefär som på en automatväxlad bil, en pedal för pådrag och en för broms. Utöver Göteborgsvagnarna har spårvagnar i Norrköping, Stockholm och Gävle har haft pedalkontroller.
Begreppet "pedalvagn" kan ha uppkommit hos personal i Göteborgs spårvägar under 1980-talet, då det gällde att i dagligt tal skilja de två huvudtyperna av spårvagnar i drift. Då var det M25, M28 och M29 som skulle skiljas från den spakmanövrerade vagntypen M21.

## Göteborg
- Mb05/M24, 2+3 ex. De två första levererades av Hägglunds 1951/1952[1] och de tre sista Levererades av Hägglunds till Gävle 1953, se nedan.
- Mb06/M25 125 ex. levererades av Hägglunds år 1958-1962, i trafik till mitten av 1990-talet, numera utrangerad.
- M28 70 ex. levererades av ASEA år 1965- 1967, i daglig trafik till och med oktober 2021.
- M29 60 ex. levererades av Hägglunds år 1969-1972, i daglig trafik.

M25, M28 och M29 är för det otränade ögat lika varandra såväl utvändigt som invändigt. Lättast särskiljer man vagnarna på dess individnummer:
M25 har/hade nummer i serien 501-625, M28 har nummer 701-770 och M29 är numrerade 801-860.

### Bevarade vagnar
Det finns egentligen tre M25:or bevarade varvid Spårvägsällskapet Ringlinien, 582, 606 och 621, ytterligare en vagn, 552, finns hos Ringlinien men den är skänkt till Museiespårvägen i Malmköping. Vidare finns det ett exemplar på friluftsmuseet "Mannaminne" utanför Kramfors. 37 såldes till Oslo Sporveier, varav en finns kvar där som museivagn.
28 M25-vagnar såldes 1992 till Disney. De skrotades och elutrustningen tillvaratogs och lades på lager i ett antal år varefter elutrustningen återgick till Göteborgs spårvägar för att användas för M29.
M28 770 är utsedd att bli museevagn hos Ringlinien.
De flesta M29 är fortfarande i trafik efter ombyggnader genom åren för att anpassas till rådande trafikförutsättningar. Eftersom de inte kan byggas till låggolvsvagnar, kommer de att ersättas först när nästa generations vagnar med M33 kommer i trafik.

## Gävle
Gävle Stads Spårvägar inköpte tre vagnar år 1953 för trafiken på förortsbanan till Bomhus. Eftersom Bomhusbanan saknade vändslingor  utfördes de som tvåriktningsvagnar (dubbelriktningsvagnar), dvs. med dörrar på båda sidor, förarplatser i båda ändar. Vagnkorgen byggde på Göteborgs senare M24-vagnar, detta faktum gör att de tyvärr ibland misstas för mustanger. Ett skiljetecken var även antalet på frontrutor: tre i Göteborg och två bredare i Gävle. Gävlevagnarna var pedalmanövrerade och föraren accelererade med en pedal och bromsade med en annan. 1956 lades Bomhuslinjen ned och vagnarna såldes till Göteborg, där de tilldelades nummer 61-63. De anpassades senare i tre ombyggnadsetapper till ett mer för Göteborg passande utförande. Först blev de enkelriktningsvagnar i vänstertrafikutförande, men fortfarande pedalmanövrerade. Därefter fick de rattkontroll och slutligen tillsammans med Göteborgs originalmustanger ombyggda för högertrafik, varvid de blev nästan helt lika vagnarna 35-60 i Göteborg, fast en halvmeter längre än dem. De tre gävlevagnarna är de enda trafikvagnar som Göteborgs spårvägar köpt in begagnade. Vagn 62 (GSS 23) blev till sist ombyggd till luftledningsinspektionsvagn och fick nummer 136

## Norrköping
Norrköpings spårvägar köpte en typ av pedalvagn med maximatraction-boggier, M58 samt en förminskad variant av M28, kallad M67 inför högertrafikomläggningen.

## Stockholm
Stockholm typ A28 var pedalvagnar av PCC-spårvagnstyp.